# Behzad Karim Khani

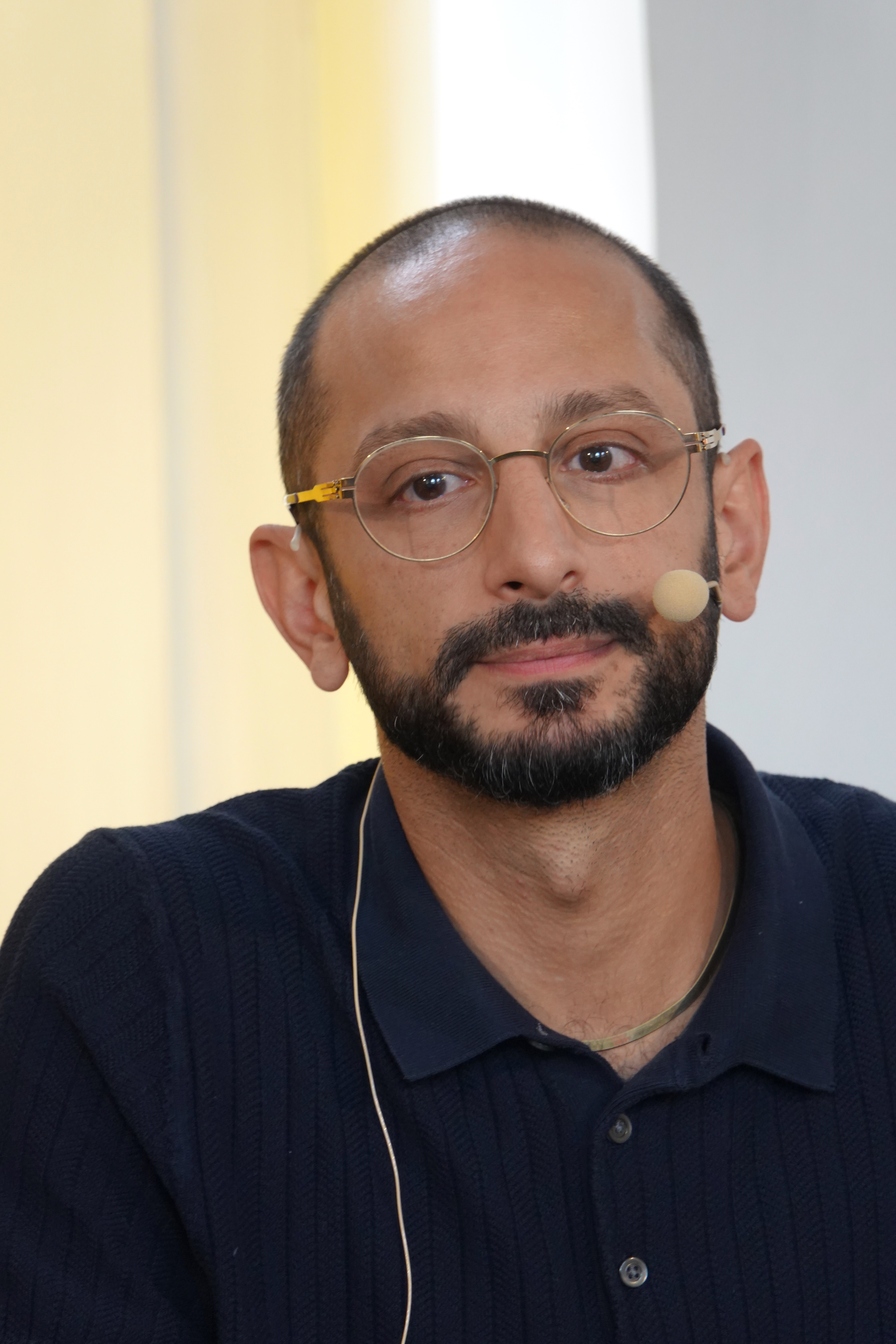
Behzad Karim Khani (2022)

Behzad Karim Khani (* 1977 in Teheran) ist ein in Deutschland lebender iranischer Schriftsteller und Journalist.

## Leben
Khani wurde in einer Künstlerfamilie in Teheran als Sohn eines Dichters geboren. Er war noch keine zehn Jahre alt, als seine Familie aus dem Iran nach Deutschland floh. Die Familie fasste im Ruhrgebiet Fuß. Behzad Karim Khani lernte schnell Deutsch und konnte bereits nach einem Jahr aufs Gymnasium wechseln.
Nach dem Abitur studierte er an der Ruhr-Universität Kunstgeschichte und Medienwissenschaft. 2001 zog er nach Berlin.
Auf Einladung von Philipp Tingler las Behzad Karim Khani beim Ingeborg-Bachmann-Preis 2022 einen Textausschnitt aus seinem danach im August 2022 erschienenen ersten Roman Hund, Wolf, Schakal. Der Roman kam auf die Shortlist des aspekte-Literaturpreises und wurde ein Bestseller. Er erhielt zahlreiche positive Kritiken. Auf der Lit.Cologne 2022 sagte Elke Heidenreich über Hund, Wolf, Schakal: „Das ist mit das Beste, was ich überhaupt gelesen habe ... Herzzerreißend!“. Im September 2022 erhielt er den Debütpreis des Harbour Front Literaturfestivals und 2023 den Debütpreis des Buddenbrookhauses.
Seit 2025 ist Behzad Karim Khani gemeinsam mit Thomas Fasbender Herausgeber der wiedergegründeten Weltbühne, als Verleger agiert Holger Friedrich.
Khani lebt in Berlin-Neukölln und ist Vater eines Sohnes.

## Werke
- Hund, Wolf, Schakal. Roman. Hanser Berlin, Berlin 2022, 288 Seiten, ISBN 978-3-446-27548-5 (Rezension).
- Als wir Schwäne waren. Roman. Hanser Berlin, Berlin 2024, ISBN 978-3446281424

## Dramatisierung
Am 10. Februar 2024 wurde eine auf Khanis Roman basierende Dramatisierung von Hund, Wolf, Schakal unter demselben Titel in der Regie von Nurkan Erpulat im Berliner Maxim Gorki Theater uraufgeführt.